# 相州炮術調練場
相州炮術調練場（そうしゅうほうじゅつちょうれんじょう）は、現在の神奈川県藤沢市および茅ヶ崎市の海岸にあった、江戸時代の銃術鍛練場。

## 歴史
- 1590年（天正18年） - 現在の藤沢市および茅ヶ崎市の海岸が幕府領となり、藤沢宿代官が管理する。
- 1728年（享保13年） - 享保の改革の一環で、幕府鉄炮方の井上左太夫貞高が、鉄炮方役人の銃術鍛練の場として、柳島村（相模川河口）から片瀬村までの海岸に、相州炮術調練場を設置する。
- 1738年（元文3年）10月18日 - 幕府が、役職として大筒役を新設。
- 1766年（明和3年）11月18日 - 腰越村と西で接している片瀬村の村役人が、炮術調練場の延伸に反対する訴状を提出。

結果、炮術調練場は延伸するが、当面は訓練を行わないことで、幕府と住民が合意。
- 1824年（文政7年） - 佐々木卯之助が、本調練場の責任者である、幕府大筒役となる。
- 1835年（天保6年）12月 - 炮術調練場の責任者である、幕府大筒役の佐々木卯之助が、評定所から青ヶ島遠島（流刑）の判決[1]を受ける。

- 1838年（天保9年） - 江戸幕府が、調練場内の田畑の休耕を命じる。
- 1850年（嘉永3年） - 片瀬村、鵠沼村および辻堂村に鉄炮場を増設する。
- 1868年（明治元年） - 鉄炮場を廃止。

後に同地は、横須賀海軍砲術学校辻堂演習場となる。

### 廃止以降
- 境川河口から引地川に挟まれた鵠沼村の南東部（25万坪余）は、大給松平家（後の大給子爵家）近道が入手し、鉄道開通を機に日本初の別荘分譲地（鵠沼海岸別荘地）として開発された。
- 辻堂村西部は、日本海軍の横須賀海軍砲術学校辻堂演習場となった。
- 横須賀海軍砲術学校辻堂演習場は太平洋戦争後は在日米海軍辻堂演習場として接収され、朝鮮戦争の際には敵前上陸の演習が行われた。この演習により、ダグラス・マッカーサーは仁川上陸作戦を成功させたといわれる。
- 演習場が返還されたのは1959年である。跡地には日本住宅公団の辻堂団地、湘南工科大学、松下政経塾、神奈川県立辻堂海浜公園などが立地し、海岸部を国道134号が通過している（演習場時代は北側を迂回していた）。

## 運営
- 井上左太夫貞高（幕府鉄砲方）と、江川太郎左衛門（当主）と、鉄砲場見廻役（地元住民）で運営した。鉄砲場見廻役は、地元の村々の名主などから任命され、その役目の重要性から苗字帯刀を許されていた。
- 彼らから夫役を命じられたのは三浦郡、鎌倉郡および高座郡の村々で、演習の時期になると役人の宿泊接待、力役労働、警備、伝馬などの夫役を負担させられた。
- 周辺の村々は、通常から戸塚宿、藤沢宿および平塚宿の助郷を命じられ困窮しており、炮術調練場の賦役は大きな負担となっていた。

## 演習頻度
- 1728年（享保13年）-1748年(寛延元年) - 毎年演習を行う。
- 1750年（寛延3年）-1774年（安永3年） - 隔年で演習を行う。
- 1775年（安永4年）以降 - 最低隔年で演習を行う。

## 演習期間
- 7組程度に分かれ、各組が16日から25日間、4月上旬から7月中旬に断続的に行う。
- 江戸から参加する役人は、往復各2日間を加えて、20日から1ヶ月間の出張となる。
- 風雨の日は順延するため、秋口まで演習が行うこともある。

## 演習内容
町打（ちょううち）、角打、船打および下ケ矢などがあり、それぞれ発射場、射撃目標が決まっていた。

### 町打
- 遠距離射撃訓練。
- 辻堂海岸に発射場および打小屋を置いた。
- 射撃目標は、柳島村の海岸とした。大筒稽古では、烏帽子岩も標的とした。

### 角打
- 近距離射撃訓練。
- 鵠沼海岸で行われ、打場から一町ごとに定杭を打ち、発射のたびに着弾地点を特定して飛弾距離を測定した。

### 船打
- 船上射撃訓練。
- 地元の漁船小船3艘と、三百石船1艘を借り、船上から射撃訓練をした。

### 下ケ矢
- 高所から下方へ打つ訓練。
- 片瀬村駒立山から下方に打ち下ろした。